# Тикрит
Тикрит (на арабски: تكريت) е град, административен център на област Салах ад Дин, Ирак. Населението на града през 2012 година е 151 284 души.

## География
Градът е разположен в централен Ирак, на около 140 км северозападно от столицата Багдад, по брега на река Тигър.

## Население
| Година | Население |
| ------ | --------- |
| 1965   | 9863      |
| 2012   | 151 284   |

## Личности
Тикрит е и родното място на бившия иракски президент Саддам Хюсеин, който в различни периоди от живота си се е сравнявал със Саладин.